# Marromeu
Marromeu ist eine am Südufer des Sambesi, unweit des Deltas des Flusses, gelegene Ortschaft mit (2007) 39.409 Einwohnern und ein Distrikt in der Provinz Sofala im südostafrikanischen Mosambik. Die Stadt verfügt über eine Eisenbahnanbindung und einen kleinen Flugplatz. Die Eisenbahnverbindung Inhamitanga-Marromeu sollte nach längerer Renovierung im Oktober/November 2013 wieder eröffnet werden und ist von einiger Bedeutung für den Gütertransport, insbesondere Zuckerrohr aus dem Inland.
Marromeu ist eine der – seit 2013 – 53 Kommunen des Landes, in denen Kommunalwahlen abgehalten und ein eigener Bürgermeister gewählt wird.